# Bodilis
Bodilis (in bretone: Bodiliz) è un comune francese di 1 597 abitanti situato nel dipartimento del Finistère nella regione della Bretagna.

## Società

### Evoluzione demografica
Abitanti censiti

## Galleria d'immagini

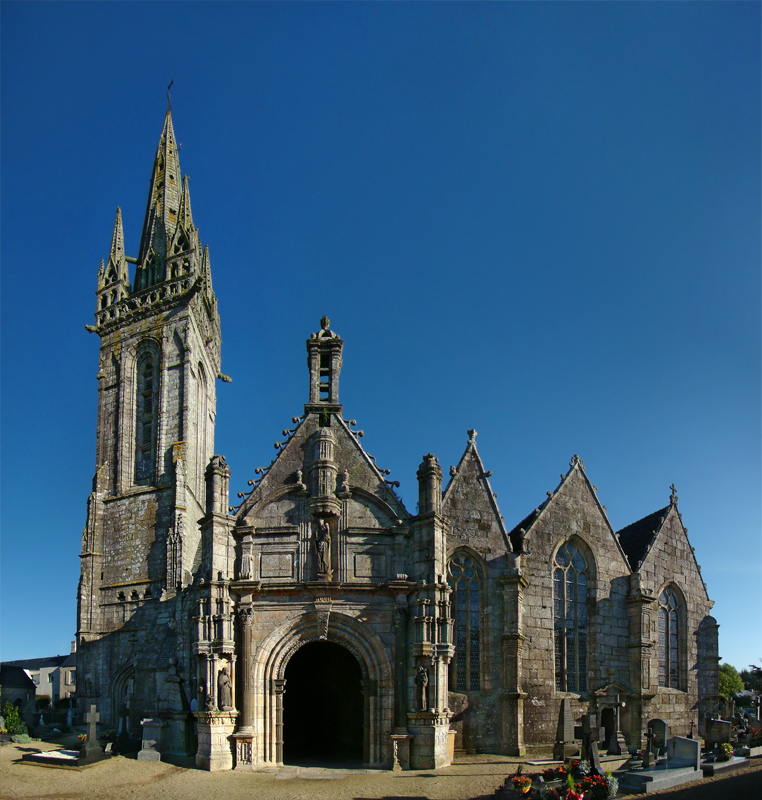
chiesa